# Johann Sebastian von Hirnheim

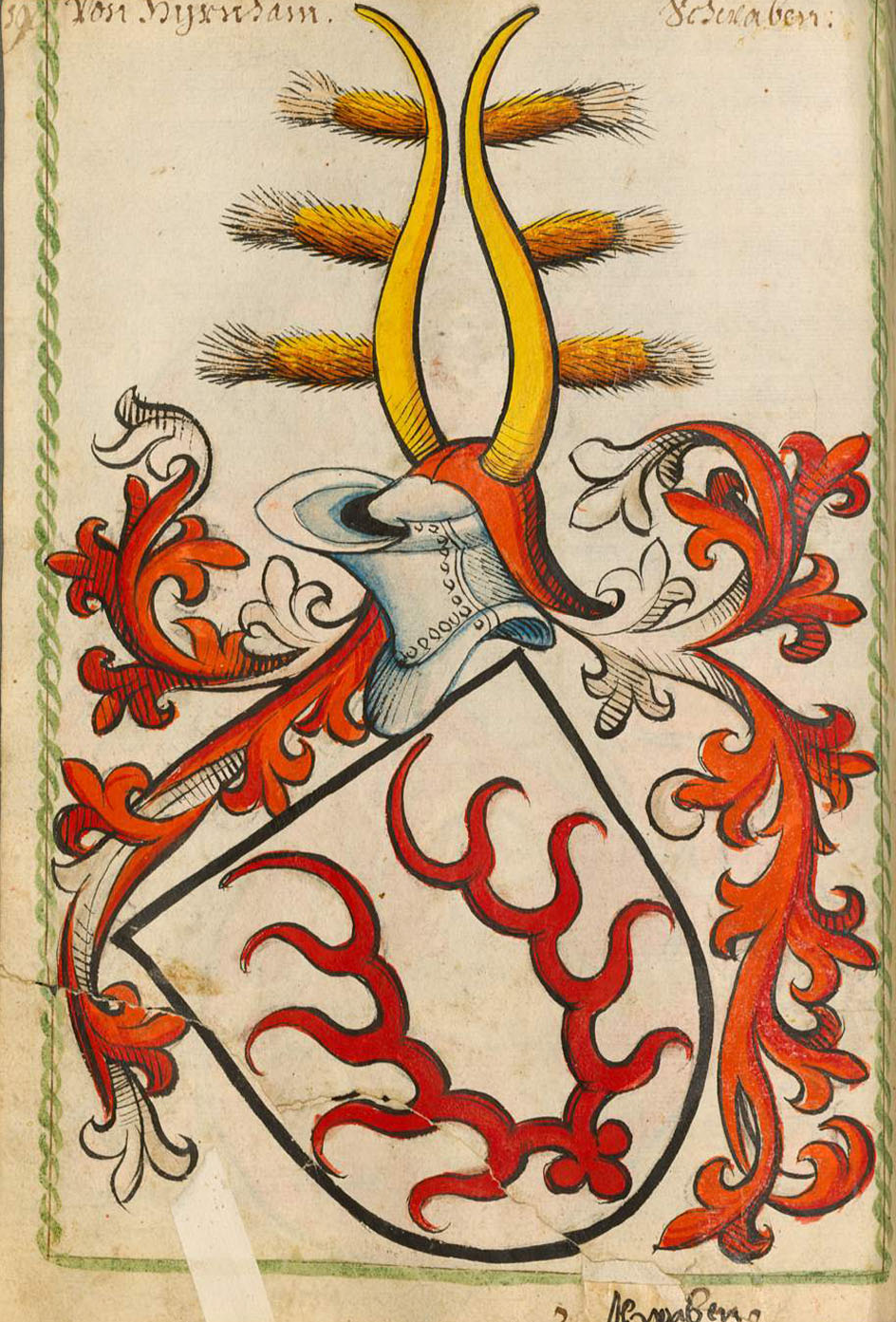
Wappen der Adelsfamilie Hirnheim/Hürnheim nach dem Scheiblerschen Wappenbuch

Johann Sebastian von Hirnheim, öfter auch Hürnheim (* ca. 1495; † 31. Mai 1555 in Speyer) war ein Adeliger und Richter am Reichskammergericht zu Speyer.

## Herkunft
Er entstammte dem schwäbischen Adelsgeschlecht von Hürnheim bzw. Hirnheim. Stammsitz ist Hürnheim mit der Burg Niederhaus, heute ein Teil der Gemeinde Ederheim im Landkreis Donau-Ries.
Johann Sebastian von Hirnheim wurde geboren als Sohn des Bero von Hirnheim und seiner Gattin Agnes von Ehingen, Tochter des Ritters Georg von Ehingen (1428–1508).
Sein Bruder Eberhard II. von Hirnheim († 1560) war Fürstbischof von Eichstätt, der Bruder Georg († 1537) Dekan der Fürstpropstei Ellwangen.
An die väterlichen Großeltern Eberhard von Hirnheim und Anna von Hohenrechberg erinnert ein kostbares Epitaph in der Gruftkapelle der katholischen Pfarrkirche Mariä Himmelfahrt zu Hochaltingen, einem Ortsteil von Fremdingen bei Donauwörth.

## Leben und Wirken
Der Adelige begann sein Jurastudium 1508 an der Universität Ingolstadt und immatrikulierte sich, zusammen mit seinen beiden geistlichen Brüdern, 1514 an der Universität Bologna, wo er sich nachweislich noch 1516 aufhielt. Das Studium schloss er mit der Graduierung zum Doctor iuris utriusque.
Nach dem Sieg über Herzog Ulrich fungierte Hirnheim 1520 als Vertreter Augsburgs bei der Übergabe des Herzogtums Württemberg, durch den Schwäbischen Bund, an Kaiser Karl V.
Bald danach präsentierte ihn der Schwäbische Bund als Assessor – d. h. als Richter – an das Reichskammergericht in Speyer. Hierzu leistete er am 20. November 1521 zu Nürnberg den Amtseid. 1522 wurde er in gleicher Eigenschaft Vertreter der Kurpfalz am Reichskammergericht und gehörte 32 Jahre lang, bis zu seinem Tod, dem höchsten Richtergremium des Reiches an.
Als Beauftragten des Reichsregiments entsandte man Hirnheim 1528 zu Kurfürst Johann von Sachsen und Landgraf Philipp von Hessen, um mit ihnen wegen ihrer Kriegsrüstungen gegen die Hochstifte Mainz und Würzburg zu verhandeln.
Johann Sebastian von Hirnheim war mit Maria Antonia Jakobäa von Neuhausen († 18. August 1582) verheiratet, mit der er mehrere Kinder hatte. Eine Tochter heiratete in das Adelsgeschlecht von Wallbrunn ein. Maria Antonia Jakobäa von Neuhausen war in erster Ehe mit Balthasar, Kämmerer von Worms, genannt von Kropsburg, verheiratet, der 1528 verstorben war.

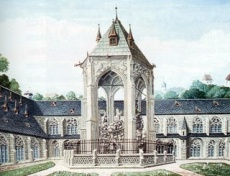
Ehem. Kreuzgang an der Südseite des Speyerer Domes. Er diente bis 1689 als Grablege der Kathedrale; die Ölbergkapelle in der Mitte steht noch.

Der Jurist starb am 31. Mai 1555 in Speyer und wurde im Kreuzgang des Speyerer Domes bestattet, der beim Stadtbrand von 1689 unterging und eine Ruine blieb; 1820 trug man auch die Reste ab.
Hirnheim ist mit einem Jahrgedächtnis im jüngeren Seelbuch des Speyerer Domes eingetragen.

Da er ein Freund und Kollege des Speyerer Richters Wilhelm Werner von Zimmern war, berichtet auch die Zimmerische Chronik über ihn. Dort heißt es:

„War gar ain adelichs geschickts mendle, der in seiner jugendt etliche jar zu Bononia und andern hohen Schulen studiert in Italia, auch vil gelesen und erfaren, auch ain guette zeit darvor ins reichsregiment gesessen. Der hett ain wunderbarliche gedechtnus, was er ihe gesehen und erfaren, das kont er sagen und het das wissen, als ob es den nechsten tag darvor bescheen wer, und nit allain, das er das noch wisste, sonder er konnte das erzellen  mit denen worten er das von ainem monat, zweien oder lenger het gesagt; daran felet er nit umb ain wort, wie er hiemit in vil weg ist versucht worden... Ein großen Lust her er, alte historias zu erzellen;... In dem referieren, so andere thetten oder in audienzen pflag er vil ufzuschreiben und zu mercken... Letstlich ist er ungern am cammergericht verharrt von wegen der gefärlichen leuf im reich, auch das die cammergerichtspersonnen so verhast waren bei den stenden der augspurgischen confession.“